# Fergus Thomson
Pour les articles homonymes, voir Thomson.
Pas d'image ? Cliquez ici

a Compétitions nationales et continentales officielles uniquement.

b Matchs officiels uniquement.
Dernière mise à jour le 8 octobre 2019.
Fergus Thomson, est né le 18 octobre 1983 à Dundee (Écosse). C’est un joueur de rugby à XV qui joue avec l'international écossais évoluant au poste de talonneur (1,83 m et 103 kg). 

## Carrière

### En club
- Glasgow Warriors  Écosse
  - Ligue Celtique : 2005-2007 : 91 matchs
  - Heineken Cup : 2005-2006 : 22 matchs
  - Challenge Européen : 2006-2007 : 6 matchs

### En équipe nationale
Il a eu sa première cape internationale le 11 août 2007 à l’occasion d’un match contre l'équipe d'Irlande.

## Palmarès
- 8 sélection
- Sélection par année : 3 en 2007 et 5 en 2008